# 柯尼希定理
柯尼希定理（König's theorem）是多質點系統在古典力學中的一個基本定理。它的內容是：相對於某個慣性座標系的多質點系統的總動能等於該系统相對於該座標系的質心動能加上相對於該系統質心座標系的系統總動能（應注意：系統質心座標系不一定是慣性座標系）。
數學關係式如下：
{\displaystyle K_{total}=K_{c}+\sum _{i=1}^{n}K_{ic}}
式中：{\displaystyle K_{total}=\sum _{i=1}^{n}K_{i}=\sum _{i=1}^{n}{\frac {1}{2}}m_{i}v_{i}^{2}}為系統總動能，{\displaystyle K_{c}={\frac {1}{2}}Mv_{c}^{2}}是質心動能，{\displaystyle K_{ic}={\frac {1}{2}}m_{i}v_{ic}^{2}}是各質點相對於質心的動能(第{\displaystyle i}個質點的動能)，{\displaystyle M}為系統總質量，{\displaystyle m_{i}}是各質點的質量(第{\displaystyle i}個質點的質量)，{\displaystyle n}是系統質點總數目，{\displaystyle v_{c}}為質心速度，{\displaystyle v_{ic}}是各質點相對於質心的速度(第{\displaystyle i}個質點的速度)。
柯尼希定理的一個實際應用的例子是剛體作平面運動時動能公式{\displaystyle E_{k}={\frac {1}{2}}Mv_{c}^{2}+{\frac {1}{2}}I_{c}\omega ^{2}}的推導。其中{\displaystyle I_{c}}是系統轉軸通過質心而垂直於該運動平面的轉動慣量。
柯尼希定理以其推导者约翰·萨穆埃尔·柯尼希命名。